# Zahajce
Zahajce (ukr. Загайці) – wieś na Ukrainie w rejonie tarnopolskim obwodu tarnopolskiego.
Do 2020 w rejonie podhajeckim.